# 小富士村 (福岡県)
小富士村（こふじむら）は、福岡県糸島郡にあった村。現在の糸島市の一部。

## 地理
糸島半島の西部、可也山の南麓に位置していた。

## 歴史

### 沿革
- 1889年（明治22年）4月1日 - 町村制の施行により、志摩郡 御床村、辺田村、久家村、船越村、東貝塚村、西貝塚村が合併して村制施行し、小富士村が発足[1][2]。
- 1896年（明治29年）4月1日 - 郡の統合により糸島郡に所属[1][3]。
- 1951年（昭和26年）- 糸島郡可也村との間で境界変更[1]。
- 1955年（昭和30年）1月1日 - 糸島郡可也村、桜野村、芥屋村と合併し志摩村を新設して廃止された[1][2]。

## 海軍施設
- 1943年（昭和18年）- 小富士海軍航空隊の飛行場設置[1]。
- 1950年（昭和25年）- 飛行場跡地を地元で買い戻し農地に復帰[1]。